# Eleccions legislatives georgianes de 2008
Les eleccions legislatives georgianes de 2008 foren dutes a terme el 21 de maig de 2008 per a renovar els 150 membres del Parlament de Geòrgia, un any després de les protestes georgianes de 2007. El més votat fou el Moviment Nacional Unit i el seu cap Nikoloz Gilauri fou nomenat primer ministre.

## Procés preelectoral
El procés pre-electoral ha estat controlat principalment per l'Assemblea Parlamentària del Consell d'Europa (PACE), així com diversos organismes de control local. Els observadors de la PACE han informat de "poca o cap millora" en el clima polític després de les eleccions presidencials de 5 de gener que es va celebrar arran de la tensa crisi política de novembre de 2007 i va donar com a resultat la reelecció de Mikheil Saakashvili per al seu segon mandat. La missió de supervisió ha assenyalat que "el clima polític segueix dominat per la falta de confiança i manca de diàleg constructiu entre les autoritats i l'oposició", un dels resultats d'aquest ha estat "el fracàs de la reforma electoral que les autoritats i l'oposició van acordar arran dels esdeveniments de novembre de 2007".
Les esmenes al codi electoral aprovat pel Parlament el març de 2008 van tenir en compte les recomanacions formulades pel PACE, com la supressió de les llistes de votants addicionals i el registre de votants el dia de les eleccions, reduir el llindar de les eleccions del 7% al 5%; la simplificació i clarificació de les reclamacions electorals i els procediments de recurs, i la introducció de la representació dels partits a les comissions electorals de districte. No obstant això, el PACE va assenyalar que va quedar sense resoldre algunes de les seves altres recomanacions.
Aquest període també ha estat testimoni de la reorganització significativa dels principals actors polítics. El 29 de febrer de 2008, el moderat Partit Republicà de Geòrgia va abandonar la coalició de nou partits de l'oposició, que va encapçalar les protestes contra el govern el novembre de 2007, anunciant que participarà de forma independent a les eleccions parlamentàries, dirigint-se principalment als votants moderats i indecisos. D'altra banda, el partit de l'oposició Nous Drets, que s'havia distanciat de les manifestacions de 2007, es va unir a la coalició de nou partits en un bloc electoral anomenat Oposició Unida-Nous Drets.
Un altre esdeveniment clau, que va enviar ones de xoc a través de l'escena política de Geòrgia el 21 d'abril de 2008, va ser la negativa de Nino Burjanadze, la presidenta del Parlament sortint i aliada de Saakaixvili, a comptar a partir del president Moviment Nacional Unit (UNM), al·legant una absència de consens dins de la direcció de la UNM en relació amb la llista del partit.

## Resultats
Resum dels resultats de les eleccions al Parlament de Geòrgia (Sakartvelos Parlamenti) de 21 de maig de 2008
| Partits i aliances | Vots      | %      | Escons |
| --- | --------- | ------ | ------ |
| Moviment Nacional Unit (ერთიანი ნაციონალური მოძრაობა, Ertiani Nazionaluri Modsraoba)                                             | 1,050,237 | 59.18  | 119    |
| Bloc Electoral Oposició Unida (Consell Nacional, Nous Drets) (ერთიანი სახალხო მოძრაობის ეროვნული საბჭო)                          | 314,668   | 17.73  | 17     |
| Giorgi Targamadze – Democristians (ქრისტიანულ-დემოკრატიული მოძრაობა, k’ristianul-demokratiuli modzraoba)                         | 153,634   | 8.66   | 6      |
| Shalva Natelashvili – Partit Laborista (საქართველოს ლეიბორისტული პარტიაSakartvelos Leoboristuli Partia)                          | 132,092   | 7.44   | 6      |
| Partit Republicà de Geòrgia (საქართველოს რესპუბლიკური პარტია, Sak’art’velos Respublikuri Partia)                                 | 67,037    | 3.78   | 2      |
| Bloc Electoral Aliança de Dretes – Industrials - Topadze Industrialists (MGS, Unitat, EDP) მემარჯვენე ალიანსი, თოფაძე–მრეწველები | 16,440    | 0.93   | 0      |
| Unió Política Aliança Demòcrata-Cristiana (ქრისტიანულ-დემოკრატიული ალიანსი)                                                      | 15,839    | 0.89   | 0      |
| Unió Política de Ciutadans Polítics Georgians (ქართული პოლიტიკა, k’art’uli politika)                                             | 8,231     | 0.46   | 0      |
| Bloc Electoral Tradicionalistes – Geòrgia Nostra i Partit de les Dones (ტრადიციონალისტები – ჩვენი საქართველო და ქალთა პარტია)    | 7,880     | 0.44   | 0      |
| Unió Política Unió d'Esportistes Georgians საქართველოს სპორტსმენთა კავშირი                                                       | 3,308     | 0.19   | 0      |
| Partit Nacional de Radical-Demòcrates de Geòrgia სრულიად საქართველოს რადიკალ-დემოკრატთა ნაციონალური პარტია                       | 3,180     | 0.18   | 0      |
| Partit Polític el Nostre País ჩვენი ქვეყანა                                                                                      | 2,101     | 0.12   | 0      |
| Total (turnout 53,9%) | 1,773,809 | 100.00 | 150    |
| Fonts: Comissió Electoral Central, Geòrgia Civil Arxivat 2010-09-18 a Wayback Machine.                                           |           |        |        |

## Votació per districtes electorals
| Resultats del MNU per circumscripcions a les eleccions de 2008              | Resultats de l'Oposició Unida per circumscripcions a les eleccions de 2008      |
| Resultats del Partit Laborista per circumscripcions a les eleccions de 2008 | Resultats del Moviment Democristià per circumscripcions a les eleccions de 2008 |